# 26396 Chengjingjie
26396 Chengjingjie è un asteroide della fascia principale. Scoperto nel 1999, presenta un'orbita caratterizzata da un semiasse maggiore pari a 2,6877282 UA e da un'eccentricità di 0,0560436, inclinata di 2,86719° rispetto all'eclittica.